# Phyllonorycter corylifoliella
Phyllonorycter corylifoliella ist ein Schmetterling aus der Familie der Miniermotten (Gracillariidae).

## Merkmale
Die Falter von Phyllonorycter corylifoliella zählen zu den Kleinschmetterlingen. Sie besitzen eine Flügelspannweite von 8–9 mm. Die Vorderflügel sind überwiegend hellbraun gefärbt. Sie besitzen eine für die Art charakteristische Musterung. Eine weiße Strieme führt von der Basis bis zur Flügelmitte. Etwa auf halber Länge der Vorderflügel befindet sich am Vorder- und Innenrand jeweils eine weiße Strieme. In der apikalen Hälfte befindet sich ein dunkelbraun gefärbter Bereich. Die Hinterflügel sind beige gefärbt.

## Verbreitung
Phyllonorycter corylifoliella ist in Europa weit verbreitet. Ihr Vorkommen reicht von Fennoskandinavien und den Britischen Inseln im Norden bis in den Mittelmeerraum und in den Nahen Osten.

## Lebensweise
Die Art bildet zwei Generationen im Jahr und überwintert als Puppe. Die Falter beobachtet man insbesondere in den Monaten Mai sowie im Juli und August. Die Raupenzeiten liegen im Juli sowie in den Monaten September und Oktober. Phyllonorycter corylifoliella besitzt im Gegensatz zu vielen anderen verwandten Arten über ein relativ breites Spektrum an Wirtspflanzen. Zu diesen zählen hauptsächlich Weißdorne wie der Azaroldorn (Crataegus azarolus), der Zweigriffelige Weißdorn (Crataegus laevigata) und der Eingriffelige Weißdorn (Crataegus monogyna). Weitere Wirtspflanzen bilden die Kupfer-Felsenbirne (Amelanchier lamarckii), die Gewöhnliche Felsenbirne (Amelanchier ovalis), die Hänge-Birke (Betula pendula), die Japanische Zierquitte (Chaenomeles japonica), die Filz-Steinmispel (Cotoneaster tomentosus), die Quitte (Cydonia oblonga), der Sanddorn (Hippophae rhamnoides), der Kulturapfel (Malus domestica), Holzapfel (Malus sylvestris), die Mispel (Mespilus germanica), die Vogel-Kirsche (Prunus avium), die Kultur-Birne (Pyrus communis), Pyrus communis, die Echte Mehlbeere (Sorbus aria), die Vogelbeere (Sorbus aucuparia), der Speierling (Sorbus domestica), die Griechische Mehlbeere (Sorbus graeca), die Elsbeere (Sorbus torminalis) sowie Spiersträucher (Spiraea). Im Norden Europas werden hauptsächlich Birken als Wirtspflanzen genutzt. Die Raupen minieren die Blätter der Wirtspflanzen. Die silberfarbenen Blattminen befinden sich in der Epidermis an der Blattoberseite, meist zentriert an der Mittelrippe oder an einer stärkeren Längsader des Blattes. Die Mine besteht aus einem äußeren und einem inneren Bereich. Die Raupe hält sich anfangs im inneren Teil der Mine auf. In einer späten Entwicklungsphase verlässt die Raupe die innere Mine und frisst deren "Dach". Die Verpuppung findet in einem Kokon innerhalb der Mine statt.

## Bilder

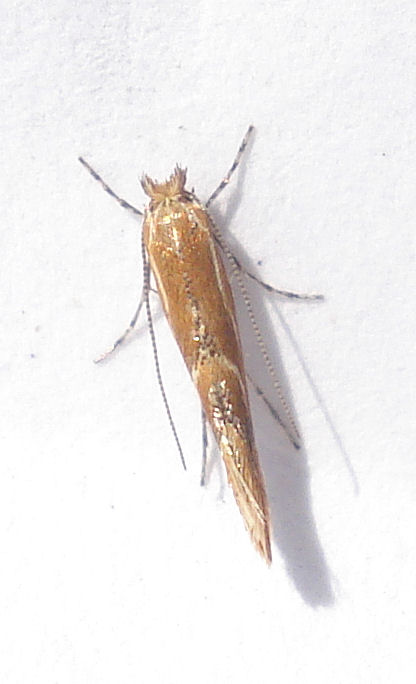
Dorsalansicht
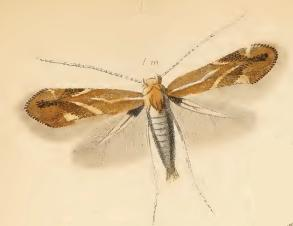
Skizze der Flügel
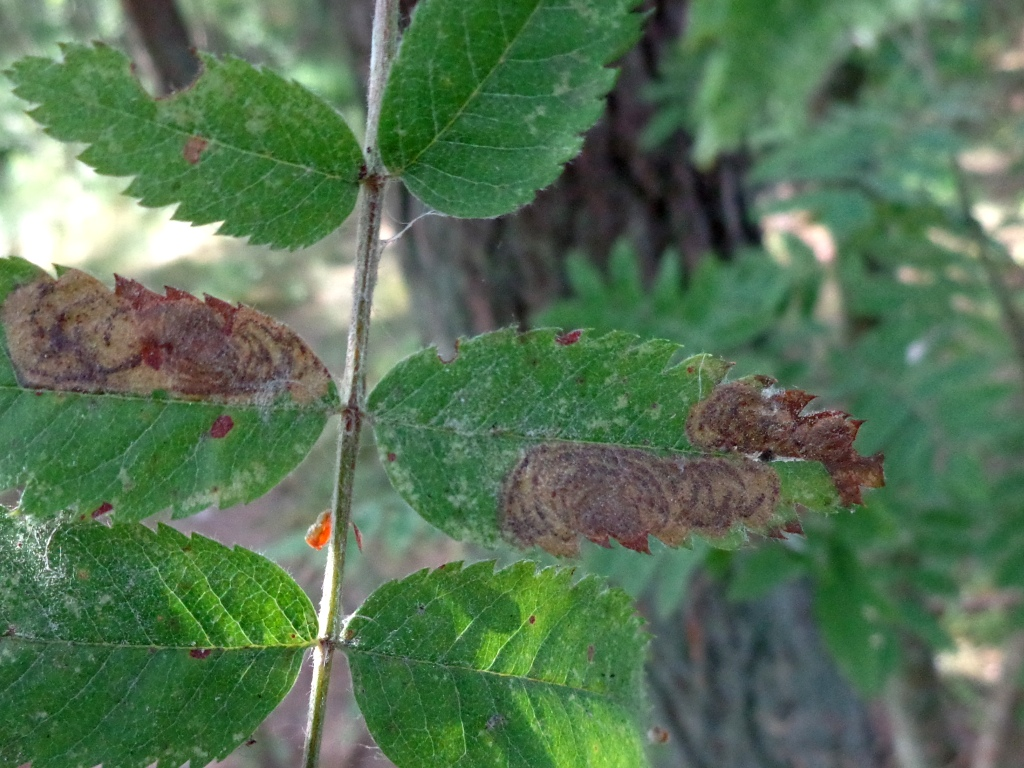
Blattminen an Vogelbeere
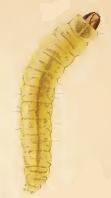
Skizze der Raupe

## Taxonomie
Die Art wurde im Jahr 1796 von Jakob Hübner als Tinea corylifoliella erstbeschrieben.
In der Literatur finden sich folgende Synonyme:
- Lithocolletis betulae Zeller, 1839
- Lithocolletis betulae
- Lithocolletis corylifoliella
- Phyllonorycter betulae